# Wahlbezirk Österreich unter der Enns 58
Der Wahlbezirk Österreich unter der Enns 58 war ein Wahlkreis für die Wahlen zum Abgeordnetenhaus im österreichischen Kronland Österreich unter der Enns. Der Wahlbezirk wurde 1907 mit der Einführung der Reichsratswahlordnung geschaffen und bestand bis zum Zusammenbruch der Habsburgermonarchie.

## Geschichte
Nachdem der Reichsrat im Herbst 1906 das allgemeine, gleiche, geheime und direkte Männerwahlrecht beschlossen hatte, wurde mit 26. Jänner 1907 die große Wahlrechtsreform durch Sanktionierung von Kaiser Franz Joseph I. gültig. Mit der neuen Reichsratswahlordnung schuf man insgesamt 516 Wahlbezirke, wobei mit Ausnahme Galiziens in jedem Wahlbezirk ein Abgeordneter im Zuge der Reichsratswahl gewählt wurde. Der Abgeordnete musst sich dabei im ersten Wahlgang oder in einer Stichwahl mit absoluter Mehrheit durchsetzen. Der Wahlkreis Österreich unter der Enns 58 umfasste die Gerichtsbezirke Horn, Geras, Raabs und Allentsteig, wobei die zum Wahlbezirk 37 gehörende Stadt Horn vom Wahlbezirk ausgenommen war.
Aus der Reichsratswahl 1907 ging Adrian Zach (Christlichsoziale Partei) als Sieger im ersten Wahlgang hervor. Bei der Reichsratswahl 1911 wurde er von seinem Parteikollegen Richard Wollek abgelöst.

## Wahlen

### Reichsratswahl 1907
Die Reichsratswahl 1907 wurde am 14. Mai 1907 (erster Wahlgang) durchgeführt. Die Stichwahl entfiel auf Grund der absoluten Mehrheit von Adrian Zach im ersten Wahlgang.
| Kandidat                                                                       | Partei                             | Wahlkreis- stimmen | Stimmen- anteil |
| ------------------------------------------------------------------------------ | ---------------------------------- | ------------------ | --------------- |
| Adrian Zach                                                                    | Christlichsoziale Partei           | 6493               | 62,2 %          |
| Stöger                                                                         | Deutsch-freiheitlicher Kandidat    | 3502               | 33,6 %          |
| Pabisch                                                                        | Sozialdemokratische Arbeiterpartei | 383                | 3,7 %           |
| Sonstige                                                                       |                                    | 58                 | 0,6 %           |
| Wahlberechtigte: 10.966, Ungültige/Leere Stimmen: 193, Wahlbeteiligung: 96,9 % |                                    |                    |                 |

### Reichsratswahl 1911
Die Reichsratswahl 1911 wurde am 13. Juni 1911 (erster Wahlgang) durchgeführt. Die Stichwahl entfiel auf Grund der absoluten Mehrheit von Richard Wollek im ersten Wahlgang.
| Kandidat                                                                       | Partei                             | Wahlkreis- stimmen | Stimmen- anteil |
| ------------------------------------------------------------------------------ | ---------------------------------- | ------------------ | --------------- |
| Richard Wollek                                                                 | Christlichsoziale Partei           | 5319               | 52,5 %          |
|                                                                                | Deutscher Hauer- und Bauernbund    | 4304               | 42,5 %          |
| Efferl                                                                         | Sozialdemokratische Arbeiterpartei | 406                | 4,0 %           |
| Sonstige                                                                       |                                    | 108                | 1,0 %           |
| Wahlberechtigte: 10.782, Ungültige/Leere Stimmen: 330, Wahlbeteiligung: 97,1 % |                                    |                    |                 |